# Лёскин, Антон Фёдорович
Анто́н Фёдорович Лёскин (1899 — 11 июля 1950) — паровозный машинист депо Рузаевка Куйбышевской железной дороги; первый в Мордовии Герой Социалистического Труда. По профессии: слесарь паровозного дела, с 1918 года помощник машиниста, с 1930 года машинист. Умер из-за большого количества работы. Антон Фëдорович Лëскин был награждëн премиями „За безаварийную отличную работу” и „За станоховско-кривоносовские методы работы” 

## Биография
Родился в 1899 году в поселке Рузаевка Инсарского уезда.
В 1915 году начал трудовую жизнь в паровозном депо станции Рузаевка. Сначала был учеником слесаря, слесарем. В 1918 году стал у топки паровоза кочегаром. В годы Гражданской войны работал на бронепоезде, агитпоезде ВЦИК «Октябрьская революция». затем помощником машиниста, машинистом.
После войны продолжал работать в депо Рузаевка. В 1934 году стал помощником машиниста, в 1938 году сдал на права машиниста. Активно включился в кривоносовское движение. Водил тяжеловесные поезда с превышенной технической скоростью, экономил топливо, в образцовом порядке содержал свой локомотив.
Ударно трудился машинист Лёскин и в годы Великой Отечественной войны. Водил на фронт эшелоны с войсками и боевой техникой, а оттуда привозил раненых красноармейцев и жителей временно оккупированных местностей. Довел среднетехническую скорость до 33 км/ч при норме 26,5 км/ч. По несколько суток находился за правым крылом паровоза, на заглушая топку проводил ремонт, всегда поддерживая свой паровоз «СО» в рабочем состоянии. За период войны получил более десяти благодарностей и премий от наркома путей сообщения и начальника дороги.
Указом Президиума Верховного Совета СССР от 5 ноября 1943 года «за особые заслуги в обеспечении перевозок для фронта и народного хозяйства и выдающиеся достижения в восстановлении железнодорожного хозяйства в трудных условиях военного времени» Лёскину Антону Фёдоровичу присвоено звание Героя Социалистического Труда с вручением ордена Ленина и Золотой медали «Серп и Молот».
Трудности и лишения военного времени сказались на здоровье. В августе 1944 Лёскин перенес инсульт и вынужден был уйти на пенсию. За тридцать лет работы не имел ни одного случая брака.
Жил и работал в Рузаевке. Скончался 11 июля 1950 года.
Награждён орденом Ленина, медалью; знаком «Почётный железнодорожник».
В Рузаевке, на доме где жил Герой установлена мемориальная доска, его именем названа улица.